# Arthur Brooks (cầu thủ bóng đá)
Arthur Brooks (4 tháng 10 năm 1891 – 8 tháng 12 năm 1976) là một cầu thủ bóng đá người Anh thi đấu ở vị trí tiền đạo.